# Constantin Visarion
Constantin Visarion (n. 29 decembrie 1890 - d. ?) a fost un general român, care a luptat în al Doilea Război Mondial.
1941 - Colonel Visarion C. Constantin - comandantul Regimentului 16 Dorobanți Infanterie „Baia - Mareșal Iosif Pilsudski" Botoșani, în cadrul Diviziei 7 Infanterie.
1942 – 1943 - General de divizie - Șeful Statului Major al Corpului 6 Infanterie.
1943 – 1944 Inspector al Corpului VI Armată.
1944 - Inspector al Mobilizării Industriale.
23 august 1944 - 5 septembrie 1944 - comandantul diviziei 20 Infanterie Instrucție.
1944 – 1945 - Prizonier de război la germani.
1947 - În retragere.
Idealul național al repunerii bornelor de hotar pe adevărata graniță din vestul țării a însuflețit în luptă poporul român, inclusv pe militarii de orice grad, la 4 ani de la odiosul dictat de la Viena, generalul Constantin Visarion, comandantul Diviziei 20 infanterie-instrucție adresându-se, astfel, militarilor din subordine:
„Ostași! 
Verdictul de la Viena a căzut. Stați astăzi cu fața către Ardealul nostru drag, ocupat vremelnic de maghiari, care n-au niciun drept să-l stăpânească. Frații voștri martiri vă cheamă să-i desubjugați.
Ostași! 
Fiți gata ca atunci când va fi dat semnalul să mergeți la luptă cu tot sufletul, dislocând toate rezistențele care vi se vor opune în calea voastră. Parte din voi aveți ocazia ca acum să luați botezul focului, luptând pentru dezrobirea fraților voștri; este cea 
mai mare cinste pentru voi și pentru părinții voștri și pentru neam. Fiți demni de precursorii voștri și luptați cu tot avântul căci în vinele voastre curge sângele urmaților lui Traian și Decebal”.

## Decorații
- Ordinul „Steaua României” în gradul de ofițer (8 iunie 1940)[2]

Colonel Visarion C. Constantin - comandantul Regimentului 16 Dorobanți „Baia - Mareșal Iosif Pilsudski":
Decorat cu Ordinul Mihai Viteazul cl. a III-a prin DR 517/9.03.1944.